# Abigail Cowen
Pour les articles homonymes, voir Cowen.
Abigail F. Cowen est une actrice et mannequin américaine, née le 18 mars 1998 à Gainesville, en Floride.

## Biographie
Abigail Cowen grandit à Gainesville, en Floride, avec son frère, Dawson, et leurs parents, Leslie et Andrew Cowen.
Elle étudie à Oviedo High School (en), où elle pratique l'athlétisme, puis à l'Université de Floride. En 2016, elle déménage ensuite à Los Angeles avec l'intention de poursuivre une carrière d'actrice.
Abigail est actuellement en couple avec son partenaire Danny Griffin de la série : Destin, la saga Winx. Mais depuis quelque temps les deux acteurs ne se montrent plus ensemble, ce qui pourrait indiquer une rupture mais aucune annonce ne l'a confirmé 

### Carrière
En 2018, elle signe avec l'agence MC2 Model Management à Miami et se lance dans une carrière de mannequin.
Elle commence par ailleurs sa carrière d'actrice avec des rôles d'invités dans les séries Red Band Society (2014) et Stranger Things (2016). Elle fait des apparitions récurrentes dans Wisdom : Tous contre le crime (2017) et The Fosters (2013) avant de décrocher le rôle de Dorcas sur Les Nouvelles Aventures de Sabrina en 2018, adaptation de la série de comics Sabrina, l'apprentie sorcière de l'éditeur Archie Comics diffusée sur Netflix.
En 2020, elle fait une apparition dans le film biographique J'y crois encore (I Still Believe) d'Andrew et Jon Erwin, interprétant le rôle d'Adrienne Liesching-Camp (en), la deuxième femme de la star de la musique chrétienne Jeremy Camp. Le film est une adaptation de la vie du chanteur Jeremy Camp (incarnée par K. J. Apa) et de sa femme Melissa Lynn Henning-Camp (Britt Robertson) dont le cancer de l'ovaire a été diagnostiqué avant leur mariage. Le film est sorti le 13 mars 2020 aux États-Unis et le 26 juin 2020 en France.
Netflix annonce, quinze ans après la création de la série animée italienne Winx Club (2004) de Iginio Straffi, le développement d'une adaptation en prise de vue réelle, intitulée Destin : La Saga Winx créée par Brian Young. En aout 2020, Abigail Cowen est engagée pour interpréter Bloom Peters, le personnage principal,,. La série est diffusée depuis le 22 janvier 2021 sur le service Netflix. 
Elle est également en tête d'affiche du thriller surnaturel Witch Hunt d'Elle Callahan, aux côtés d'Elizabeth Mitchell, Christian Camargo et Gideon Adlon.
En 2021, elle incarne l'un des rôles principaux du film Redeeming Love (en) de D. J. Caruso, aux côtés de Nina Dobrev, Famke Janssen et Eric Dane. Le film est fondé sur le roman d'amour historique du même nom de Francine Rivers (en) (1991), se déroulant dans le contexte de la ruée vers l'or des années 1850 en Californie,.
En octobre 2021, elle officialise sa relation avec Danny Griffin (acteur), son partenaire dans la série Destin : La Saga Winx.

## Filmographie

### Cinéma
- 2020 : J'y crois encore (I Still Believe) d'Andrew et Jon Erwin : Adrienne Liesching-Camp (en)
- 2021 : Witch Hunt d'Elle Callahan : Fiona
- 2021 : Redeeming Love (en) de D. J. Caruso : Angel
- 2024 : Electra (en) : Lucy
- 2025 : The Ritual : L'Exorcisme d'Emma Schmidt (The Ritual) de David Midell : Emma Schmidt

### Télévision

#### Séries télévisées
- 2014 : Red Band Society : Brooklyn (saison 1, épisode 4)
- 2016 : Stranger Things : Vicki Charmichael (saison 2, épisodes 1 et 3)
- 2017 - 2018 : Wisdom : Tous contre le crime (Wisdom of the Crowd) : Mia Tanner (rôle récurrent, 5 épisodes)
- 2018 : The Fosters : Eliza Hunter (saison 5, 4 épisodes)
- 2018 - 2020 : Les Nouvelles Aventures de Sabrina (Chilling Adventures of Sabrina) : Dorcas (rôle récurrent, 26 épisodes)
- 2019 : The Power Couple : Ricochet (5 épisodes)
- 2021 - 2022 : Destin : La Saga Winx (Fate: The Winx Saga) : Bloom Peters (rôle principal)

## Voix françaises
En France, Abigail Cowen est doublée par plusieurs comédiennes.
- Audrey Sourdive dans :
  - Stranger Things (série télévisée)
  - Wisdom : Tous contre le crime (série télévisée)

Et aussi
- Nastassja Girard dans The Fosters (série télévisée)
- Philippa Roche dans Les Nouvelles Aventures de Sabrina (série télévisée)
- Séverine Cayron dans J'y crois encore
- Jessica Monceau dans Destin : La Saga Winx (série télévisée)
- Heloïse Chettle dans Redeeming Love (en)